# Alpkråka
Alpkråka (Pyrrhocorax pyrrhocorax) är en fågel i familjen kråkfåglar.

## Utseende
Alpkråkans fjäderdräkt är svart i alla dräkter. Den har röda ben. Adulta fåglar är glansiga medan juvenilen är mattare. Näbben, som är ganska lång och nedåtkrökt är brungul hos juvenila fåglar och röd hos adulta. Kroppslängden är som mest 40 centimeter, varav stjärt cirka 15 och vingspannet ligger på mellan 68 och 80 centimeter. Kroppsvikten kan uppgå till 250 gram.
Förväxlingsrisk föreligger framför allt med alpkaja som ofta uppträder i samma miljöer. Alpkajan har jämförelsevis kortare vingar och längre stjärt, kortare ben och kortare näbb som i alla åldrar är gul.

## Utbredning
Alpkråkan förekommer i Asien, i Europa bland annat på Irland, i Spanien, och Alperna strax under snögränsen, samt i Etiopien i Afrika. Den delas upp i en mängd underarter där den etiopiska baileyi ibland behandlas som en egen underartsgrupp:
- pyrrhocorax-gruppen 
  - Pyrrhocorax pyrrhocorax pyrrhocorax – lokalt i England, Wales, Isle of Man, Inre Hebriderna och Irland
  - Pyrrhocorax pyrrhocorax erythrorhamphos – Alperna, Pyrenéerna, på Iberiska halvön och öar i Medelhavet
  - Pyrrhocorax pyrrhocorax barbarus – La Palma och från Marocko till Algeriet i nordvästra Afrika
  - Pyrrhocorax pyrrhocorax docilis – Kreta samt från sydöstra Europa till norra Arabiska halvön, norra Irak, Iran och Afghanistan
  - Pyrrhocorax pyrrhocorax centralis – Centralasien i Tien Shan, Pamir och Altajbergen
  - Pyrrhocorax pyrrhocorax himalayanus – Himalaya och norra Indien till västra Kina
  - Pyrrhocorax pyrrhocorax brachypus – centrala och norra Kina till Manchuriet och Mongoliet
- Pyrrhocorax pyrrhocorax baileyi - förekommer på höglandet i Etiopien

Tillfälligt har arten setts i Österrike, Belgien, Bulgarien, Tyskland, Egypten, Ungern, Korea och Slovakien. Den är sannolikt utdöd i Libanon och definitivt utdöd i Slovenien och Tunisien.

## Ekologi

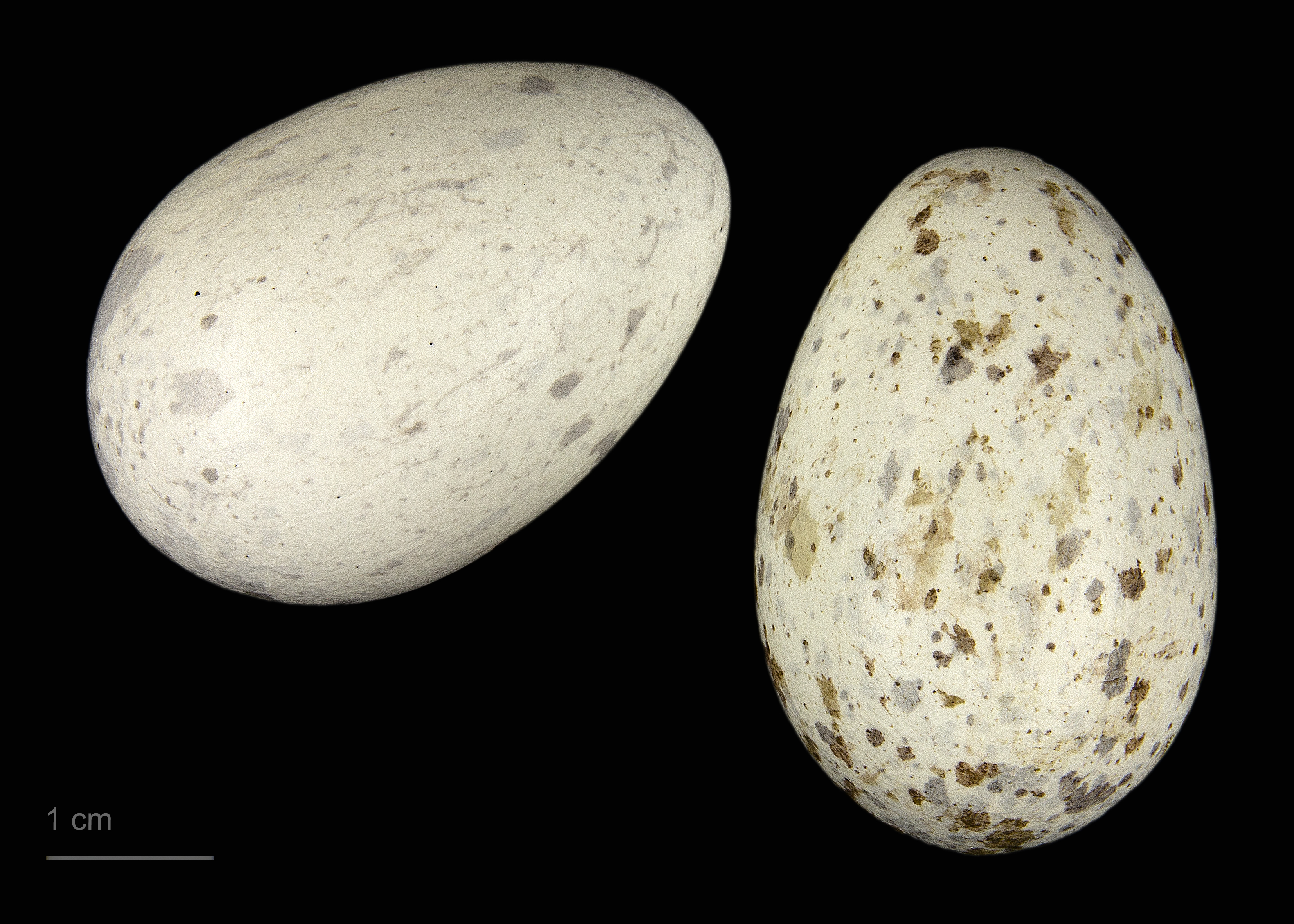
Pyrrhocorax pyrrhocorax

Honan lägger mellan april och juni tre till sex ägg som är brun- eller gråfläckiga på gulvit bottenfärg. Boet, som vanligen är omfångsrikt, byggs av ljung, törne eller andra plantor, och läggs vanligen på ett klippigt berg i ett hål eller en grotta. Boet fodras med ull eller hår.
Fågelns föda består av maskar, spindlar, snäckor, insekter och deras larver. Alpkråkan blir lätt tam och fortplantar sig även i bur. Den är en utmärkt segelflygare. Alpkråkan är sällskaplig och förekommer ofta i stora flockar.

## Status och hot
Arten har ett stort utbredningsområde och en stor population, men tros minska i antal, dock inte tillräckligt kraftigt för att den ska betraktas som hotad. IUCN kategoriserar därför arten som livskraftig (LC). Världspopulationen uppskattas till mellan knappt 850 000 och knappt två miljoner häckande individer.